# Ion Alexe
Ion Alexe (ur. 25 lipca 1946 w Cornu) – rumuński bokser walczący w kategorii wagi ciężkiej, wicemistrz olimpijski z 1972.

## Życiorys
Na igrzyskach olimpijskich w 1968 w Meksyku dotarł do ćwierćfinału, gdzie przegrał przed czasem z późniejszym mistrzem George'em Foremanem ze Stanów Zjednoczonych. Zwyciężył na mistrzostwach Europy w 1969 w Bukareszcie, pokonując w finale Kiriła Pandowa z Bułgarii. Na kolejnych mistrzostwach Europy w 1971 w Madrycie nie obronił tytułu, bo przegrał pierwszą walkę z Peterem Hussingiem z RFN.
Na igrzyskach olimpijskich w 1972 w Monachium zdobył srebrny medal docierając do finału, w którym przegrał walkowerem z Teófilo Stevensonem z Kuby. Na mistrzostwach Europy w 1973 w Belgradzie wywalczył brązowy medal po porażce w półfinale z Wiktorem Uljaniczem z ZSRR. Wystąpił na pierwszych mistrzostwach świata w 1974 w Hawanie, ale przegrał pierwszą walkę przez nokaut z Peterem Hussingiem. 
Alexe był mistrzem Rumunii w latach 1967, 1968, 1969, 1970, 1971 i 1973, a także wicemistrzem w 1974.